# Tampa
Tampa es una ciudad de los Estados Unidos situada en el condado de Hillsborough, en la costa oeste de Florida y sede además del condado. Según censo de 2010, la población dentro de los límites de la ciudad alcanza la cifra de 335.709 habitantes, ocupando la tercera posición en Florida, detrás de Jacksonville y Miami. Tampa forma parte del área metropolitana conocida como Tampa Bay o Área de la Bahía de Tampa, integrada a su vez por el conglomerado Tampa, San Petersburgo, Clearwater en el que viven un total de 2,5 millones de personas y que la convierte en la segunda mayor aglomeración urbana del estado y el tercer lugar en todo el Sudeste de Estados Unidos.

## Toponimia
El topónimo "Tampa" es una palabra española de etimología calusa, tribu que vivió en la actual bahía de Tampa. Significa 'astillas de fuego', en referencia a los relámpagos que azotan el área en los meses de verano. La palabra pasó al español a partir de la interpretación de la palabra itimpi. En los apuntes del español Hernando de Escalante Fontaneda del año 1575, denominó Tanpa y la describió como una importante villa de los calusa. Una expedición española posterior asumió que la bahía de los escritos de Escalante se encontraba más al norte en la actual bahía de Tampa, por lo que el nombre se transfirió erróneamente al norte. El topónimo se utiliza para denominar a la bahía de Tampa desde el año 1625.

## Historia
En abril de 1528 la fallida expedición de Pánfilo de Narváez llega a las cercanías de Tampa con la intención de fundar una colonia. Tan solo una semana después abandonan el proyecto tras escuchar comentarios sobre tierras más ricas situadas al norte por parte de los propios nativos. Doce años más tarde, un superviviente de la expedición, llamado Juan Ortiz es rescatado por Hernando de Soto. Durante algún tiempo se respetó un tratado de paz con los indios locales y se estableció un pequeño puesto de avanzada, abandonado también al quedar claro que el área no era rica en oro y que los indios nativos no estaban interesados en convertirse al catolicismo.
Cuando Gran Bretaña adquiere la Florida en 1763, la bahía tomó el nombre de Hillsborough Bay, en honor a Lord Hillsborough, secretario de Estado para las Colonias.
España transfirió la Florida a los Estados Unidos en 1821 (véase Tratado Adams-Onís). Fue constituida una reserva indígena en lo que es hoy North Tampa. Con el fin de establecer un firme control de los Estados Unidos en todo el sur de la Florida, entonces una vasta zona pantanosa con amplia población de nativos seminola, fue instaurado en 1823 un puesto militar ("Cantonment Brooke") donde se encuentra hoy el Tampa Convention Center en el Downtown Tampa por parte de los Coroneles George Mercer Brooke y James Gadsden. En 1824 el puesto militar es rebautizado con el nombre de Fort Brooke, de vital importancia en las Guerras Seminola. La villa de Tampa comenzó a expandirse alrededor del fuerte, destruido en 1883. A excepción de dos cañones exhibidos hoy en el campus de la Universidad de Tampa, el resto de este fuerte ha desaparecido.
Tampa fue incorporada el 18 de enero de 1849 con 185 habitantes (excluyendo al personal militar estacionado en Fort Brooke). El primer censo tuvo lugar en 1850 cuando Tampa-Fort Brooke contaban ya con 974 residentes. Tampa fue reincorporada como ciudad el 15 de diciembre de 1855 y Judge Joseph B. Lancaster se convirtió en su primer alcalde en 1856. Durante la Guerra Civil, Fort Brooke fue ocupada por las tropas de los Confederados y fue declarada una ley marcial en Tampa. En 1862 cañoneros de la Unión bombardean la ciudad durante la batalla de Tampa. Fuerzas de la Unión toman Fort Brooke en mayo de 1864 y ocupan la ciudad hasta el año siguiente.
En 1883 fueron descubiertos yacimientos de fosfato en Bone Valley región cerca de Tampa. Tampa es actualmente uno de los principales exportadores mundiales de fosfato. El ferrocarril de Henry B. Plant llega a la ciudad poco después, permitiendo el desarrollo próspero de la industria pesquera.
En 1885 la Cámara de Comercio de Tampa convence a Vicente Martínez Ybor para trasladar sus operaciones de tabaco manufacturado desde cayo Hueso hacia Tampa. El distrito de Ybor City fue construido para acomodar las nuevas fábricas y sus obreros. Tampa pronto se convierte en el principal centro de producción tabacalera. Miles de inmigrantes italianos (la mayor parte de ellos procedentes de Alessandria Della Rocca y Santo Stefano Quisquina, dos pequeños poblados sicilianos con quienes Tampa mantenía estrecha relación) y cubanos llegan a Tampa para trabajar en sus fábricas.
Henry B. Plant construye en 1891 el lujoso hotel Tampa Bay Hotel, convertido más tarde en la Universidad de Tampa cuando se establece en 1933 como el primer instituto de enseñanza superior de Tampa.
Tampa fue un centro de embarque para las tropas estadounidenses durante la Guerra Hispano-Americana. El teniente coronel Teddy Roosevelt y sus "Rough Riders" formaron parte de los 30 000 hombres estacionados en Tampa en plan de entrenamiento.
En 1904, miembros de la asociación civil local Ye Mystic Krewe "invadieron" la ciudad por vez primera, estableciendo desde entonces el Gasparilla Pirate Festival. Poco antes dos huracanes de categoría 4 golpearon Fort Brooke hasta casi destruirla por completo y en 1921 otro de categoría 4 pasó por Tampa.
El ilegal juego de lotería conocido como bolita se hizo muy famoso entre las clases trabajadoras de Tampa, especialmente en Ybor City, donde aparecieron varios salones de juego. Es así que aparecen en la ciudad varias facciones del llamado "crimen organizado". El primer capo del mundo del hampa en Tampa fue Charlie Wall, pero varias acciones criminales culminaron con la consolidación del control por parte del mafioso siciliano Santo Trafficante y su facción en la década de 1950. Después de morir de cáncer en 1954, el control paso a manos de su hijo Santo Trafficante, Jr., quien estableció alianzas con familias en Nueva York extendiendo su poder por toda la Florida hasta la Cuba de Batista.
La Universidad del Sur de la Florida fue inaugurada en 1956.
La ciudad de Tampa creció rápidamente, con la incorporación de 150.289 nuevos residentes solamente de 1950 a 1960, aunque solo creció en 2600 personas de 1960 a 1970.
En la década de los 60, mediante aeroplanos militares, el gobierno roció bacterias en Tampa Bay, que en aquel entonces era un poblado pequeño. Doctores de alto rango de la milicia apoyados por militares vigilarían qué pasaba en el poblado. El resultado fue catastrófico, cientos de hombres, mujeres, ancianos y niños enfermaron de neumonía, por lo menos una docena de personas murió.
Tampa perdió cerca de 9000 habitantes de 1970 a 1980, (población: 271.523) y ha visto un nuevo crecimiento con un estimado de 352.285 para 2010.
El mayor desarrollo de la ciudad lo constituyó la incorporación y desarrollo de New Tampa que comenzó en 1988 con la anexión de 24 millas cuadradas (en su mayoría área rural) entre la I-275 y la I-75.
El 5 de enero de 2002, solo cuatro meses después de los ataques terroristas del 11 de septiembre de 2001, el piloto amateur de quince años de edad Charles Bishop se arrojó en una avioneta Cessna contra el edificio de 42 pisos del Bank of America Plaza en el Centro de Tampa. Bishop murió, pero afortunadamente no hubo otros daños porque el accidente tuvo lugar un sábado con poca afluencia de público al edificio. Según nota del suicida, se trataba de un acto de apoyo a Osama bin Laden. Bishop estuvo bajo prescripción médica tomando Raccutane, un medicamento para el tratamiento del acné que podía causar efectos secundarios de depresión o psicosis severa. Sin embargo, una autopsia posterior descartó la presencia del fármaco en el organismo del adolescente.

## Geografía
Tampa está localizada en la costa oeste de la Florida, entre los 27° 58′ 15″ N y los 82° 27′ 53″ O (27..464640). La ciudad está rodeada por dos grandes masas de agua: Old Tampa Bay y Hillsborough Bay, dando lugar ambas a la bahía de Tampa, que se abre finalmente hacia el golfo de México. El río Hillsborough desemboca en la bahía de Hillsborough, pasando directamente frente al Downtown Tampa (Centro de la ciudad de Tampa) y abasteciendo a Tampa con sus principales fuentes de agua.
Según la oficina de censo de Estados Unidos (United States Census Bureau), la ciudad ocupa un área total de 441,9 km². De ellos, 290,3 km² son terrestres y 151,6 km² (34.31%) ocupadas por agua.

### Clima
| Parámetros climáticos promedio de Tampa, Florida (Aeropuerto Internacional de Tampa), normales 1991−2020, extremos 1890−presente | Parámetros climáticos promedio de Tampa, Florida (Aeropuerto Internacional de Tampa), normales 1991−2020, extremos 1890−presente | Parámetros climáticos promedio de Tampa, Florida (Aeropuerto Internacional de Tampa), normales 1991−2020, extremos 1890−presente | Parámetros climáticos promedio de Tampa, Florida (Aeropuerto Internacional de Tampa), normales 1991−2020, extremos 1890−presente | Parámetros climáticos promedio de Tampa, Florida (Aeropuerto Internacional de Tampa), normales 1991−2020, extremos 1890−presente | Parámetros climáticos promedio de Tampa, Florida (Aeropuerto Internacional de Tampa), normales 1991−2020, extremos 1890−presente | Parámetros climáticos promedio de Tampa, Florida (Aeropuerto Internacional de Tampa), normales 1991−2020, extremos 1890−presente | Parámetros climáticos promedio de Tampa, Florida (Aeropuerto Internacional de Tampa), normales 1991−2020, extremos 1890−presente | Parámetros climáticos promedio de Tampa, Florida (Aeropuerto Internacional de Tampa), normales 1991−2020, extremos 1890−presente | Parámetros climáticos promedio de Tampa, Florida (Aeropuerto Internacional de Tampa), normales 1991−2020, extremos 1890−presente | Parámetros climáticos promedio de Tampa, Florida (Aeropuerto Internacional de Tampa), normales 1991−2020, extremos 1890−presente | Parámetros climáticos promedio de Tampa, Florida (Aeropuerto Internacional de Tampa), normales 1991−2020, extremos 1890−presente | Parámetros climáticos promedio de Tampa, Florida (Aeropuerto Internacional de Tampa), normales 1991−2020, extremos 1890−presente | Parámetros climáticos promedio de Tampa, Florida (Aeropuerto Internacional de Tampa), normales 1991−2020, extremos 1890−presente |
| Mes | Ene. | Feb. | Mar. | Abr. | May. | Jun. | Jul. | Ago. | Sep. | Oct. | Nov. | Dic. | Anual |
| --- | --- | --- | --- | --- | --- | --- | --- | --- | --- | --- | --- | --- | --- |
| Temp. máx. abs. (°C) | 30 | 31.7 | 33.3 | 35.6 | 36.7 | 37.2 | 36.7 | 36.7 | 35.6 | 35 | 33.3 | 30 | 37.2 |
| Temp. máx. media (°C) | 21.8 | 23.3 | 25.4 | 28.3 | 31.3 | 32.5 | 32.8 | 32.9 | 32.3 | 29.8 | 26.1 | 23.3 | 28.3 |
| Temp. media (°C) | 16.7 | 18.2 | 20.3 | 23.3 | 26.4 | 28.3 | 28.8 | 28.9 | 28.2 | 25.2 | 21 | 18.3 | 23.6 |
| Temp. mín. media (°C) | 11.6 | 13.1 | 15.2 | 18.2 | 21.4 | 24.1 | 24.8 | 24.9 | 24.1 | 20.7 | 15.9 | 13.3 | 18.9 |
| Temp. mín. abs. (°C) | -6.1 | -5.6 | -1.7 | 3.3 | 9.4 | 11.7 | 17.2 | 18.9 | 12.2 | 4.4 | -5 | -7.8 | -7.8 |
| Precipitación total (mm) | 67.3 | 66.5 | 64 | 64.8 | 66 | 187.2 | 196.9 | 229.4 | 154.7 | 59.4 | 35.6 | 65 | 1256.8 |
| Días de precipitaciones (≥ 0.2 mm)                                                                                               | 7.1 | 6.6 | 5.9 | 5.7 | 6.2 | 13.3 | 16.6 | 16.2 | 12.8 | 7.2 | 4.6 | 6.0 | 108.2 |
| Horas de sol | 213.9 | 231.7 | 260.4 | 279.0 | 337.9 | 321.0 | 334.8 | 294.5 | 267.0 | 235.6 | 195.0 | 195.3 | 3166.1 |
| Humedad relativa (%) | 74.9 | 73.0 | 71.8 | 69.0 | 69.8 | 74.4 | 76.6 | 78.4 | 77.6 | 74.2 | 75.0 | 75.0 | 74.1 |
| Fuente: NOAA (humedad y horas de sol 1961−1990) Weather Channel                                                                  | | | | | | | | | | | | | |

## Demografía
De acuerdo con el censo de 2000, hay 303 447 habitantes, 124 758 hogares y 71 236 familias residiendo en la ciudad. La densidad de población es de 1045.4 hab/km². La distribución racial de la población es: 64.22% blancos, 26.07% negros, 2.15% asiáticos, 0.09% del pacífico, 4.17% de otras razas. El 19.29% son hispanos o latinos de cualquier raza.
De los 124 758 hogares, el 27.6% tienen niños menores de 18 años, el 36.4% son parejas casadas, el 16.1% tienen una mujer sin marido presente y el 42.9% no son familias. El 33.7% de todos ellos son solteros y el 10.2% tienen a alguien mayor de 65 años viviendo solo.
La población se distribuye por la edad así: 24.6% menores de 18, 10.0% de 18 a 24, 32.3% de 25 a 44, 20.5% de 45 a 64 y 12.5% mayores de 65. La edad media es de 35 años. De cada 100 mujeres hay 95.3 hombres. De cada 100 mujeres mayores de 18 hay 92.1 hombres.
Los ingresos medios en cada hogar son de 34 415 dólares anuales, y los ingresos medios por familia de 40 517. Los hombres tienen unos ingresos medios de 31 452 frente a los 26 133 de las mujeres. Los ingresos per cápita de la ciudad son de 29 153. El 18.1% de la población y 14.0% de las familias están por debajo del umbral de pobreza. De toda la población el 26.8% de los menores de 18 y el 15.1% de los mayores de 65 están por debajo del umbral de pobreza.

## Educación
Las Escuelas Públicas del Condado de Hillsborough gestiona escuelas públicas.
La Universidad del Sur de Florida es una universidad del sistema universitario estatal de Florida. Supera los 40 000 estudiantes, por lo que es la octava mayor del país.

## Cultura

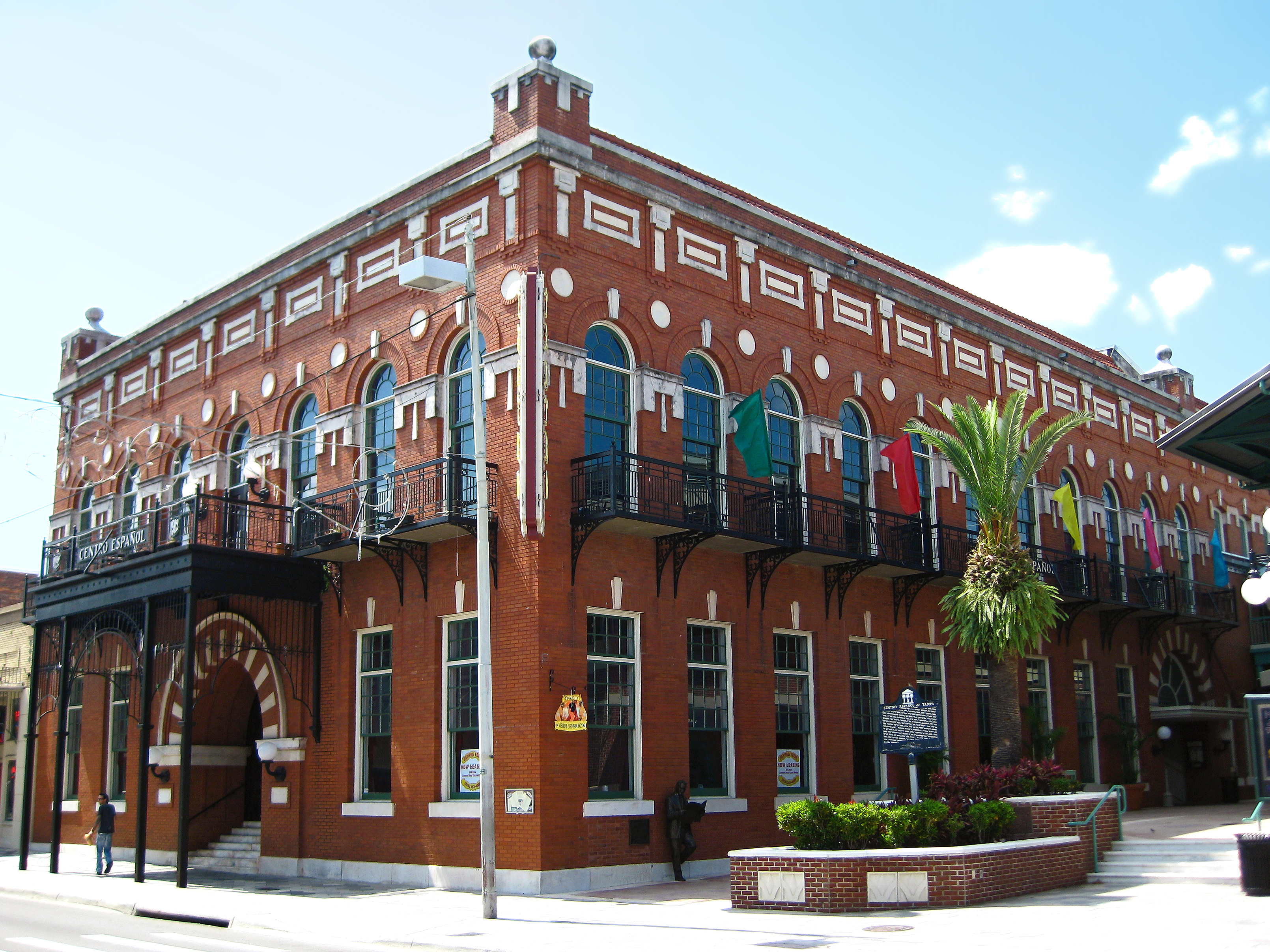
El Centro Español de Tampa construido en 1912 en el barrio histórico de Ybor City. Fue núcleo de la comunidad española en Tampa durante los siglos y

### Música y ocio
Tampa es la cuna del death metal. De allí surgieron bandas como Death y Morbid Angel, creadores de este género. Además, numerosos grupos de relevante importancia en el metal extremo surgieron en esta ciudad, entre ellos Deicide, Six Feet Under, Obituary y Massacre. El grupo de hardcore Underoath también proviene de la ciudad.
La cadena de restaurantes de parrillada Outback Steakhouse es originaria de Tampa. Desde 1904 se celebra el Festival Pirata de Gasparilla, en celebración de la leyenda de José Gaspar, el último de los bucaneros del Caribe.

### Deportes
Tampa cuenta con tres equipos deportivos de grandes ligas: los Tampa Bay Buccaneers de National Football League, el Tampa Bay Lightning de la National Hockey League y los Tampa Bay Rays, aunque estos juegan de local en St. Petersburg. Anteriormente existieron los Tampa Bay Rowdies de la North American Soccer League.
En tanto, los South Florida Bulls se han destacado en fútbol americano universitario. Desde 1986 se juega allí el Outback Bowl. Asimismo, la ciudad ha sido sede de cuatro ediciones del Super Bowl de la NFL en 1984, 1991, 2001, 2009 y 2021

## Ciudades hermanas
Tampa tiene como ciudades hermanas a 
- Agrigento (Italia)
- Puerto La Cruz (Venezuela)
- Barranquilla (Colombia)
- Córdoba (Argentina)
- Granada (Nicaragua)
- Esmirna (Turquía)
- Le Havre (Francia)
- Oviedo (España)
- Camarines Sur (Filipinas)